# Gerard López
Gerard López Segú (Granollers, Barcelona, 12 de marzo de 1979) es un exfutbolista y entrenador español. Actualmente es analista y comentarista de fútbol en prensa (Sport), radio (Onda Cero) y televisión (Movistar Plus+).
Formado como futbolista en la cantera del Barcelona, ocupaba la demarcación de centrocampista ofensivo. Debutó en Primera División con el Valencia en 1997, club con el que alcanzó su cénit futbolístico la temporada 1999-2000, logrando el subcampeonato en Liga de Campeones, tras la que fue traspasado al Barcelona por 3.600 M.₧ (21,5 M.€). Con el club azulgrana disputó cinco temporadas (2000-05), no llegando a consolidarse como titular. Como internacional español, pasó por todas las categorías juveniles de la selección nacional, debutando con la absoluta en vísperas de la Eurocopa 2000 para la que fue convocado. Tras retirarse en 2011 como jugador, dirige desde 2013 los encuentros amistosos de la selección catalana, y fue entrenador del Barcelona Atlètic durante tres temporadas (2015-18).

## Trayectoria como jugador
De familia muy vinculada al fútbol, es el menor de una saga de tres hermanos futbolistas. El mayor, Sergi López, también fue futbolista del primer equipo del Barcelona en los años 80. Empezó su carrera en el equipo de su ciudad natal en Granollers. Pasando a integrar la cantera del Barcelona a los once años y debutando en Segunda División con el Barça B, en la temporada 1996-97.
En 1997 con 17 años, fue fichado por el Valencia, haciendo su debut en Primera División el 31 de agosto de 1997. En esa primera temporada 1997-98, su principal valedor fue el técnico Jorge Valdano. Su destitución a principio de campeonato y la llegada al banquillo valencianista de Claudio Ranieri, provocó que gozara de menos minutos y que tuviera que ser cedido la temporada 1998-99 al Alavés.
La temporada 1999-2000 retornó de su cesión al Valencia y culminó su mejor temporada como futbolista. Bajo las órdenes de Héctor Cúper, fue uno de los fijos en el centro del campo junto a Farinós, Mendieta o Kily González, culminando la temporada con el subcampeonato en Liga de Campeones. A final de esa temporada, hizo su debut absoluto con España, en vísperas del inicio de la Eurocopa 2000, torneo para el fue convocado por el seleccionador nacional José Antonio Camacho. Con una cláusula de rescisión de 4.000 M.₧, ese verano de 2000 es pretendido por varios clubes punteros del continente (con ofertas de Inter, Milan o Manchester United), siendo traspasado finalmente al Barcelona por 3.600 millones de pesetas.
En el Barcelona permaneció cinco temporadas (2000-2005). Luciendo el número 14 en la camiseta, Gerard jugó en varias posiciones del campo, pero sin alcanzar la titularidad continuada en ninguna de ellas, debido principalmente a las lesiones que sufrió durante esta etapa. En sus cinco temporadas en el club azulgrana, conquistó únicamente un Campeonato de Liga, motivado en parte por la supremacía de su anterior club y del «Madrid de los Galácticos», tras el traspaso de Luís Figo al eterno rival.
En 2005 firmó por el Monaco de la Ligue 1, a donde llegó como agente libre y permaneció hasta junio de 2007. Tras obtener la carta de libertad dos años antes de expirar su contrato, en agosto de 2007 se anuncia su compromiso con el Real Club Recreativo de Huelva por un año, con opción a prolongar el contrato en sucesivas temporadas. Sin embargo, no logró hacerse con un hueco en el equipo onubense y su contrato no fue renovado al finalizar la temporada.
Tras rechazar ofertas de varios clubes como el PAOK griego, entrena con el Granollers hasta que el 17 de febrero de 2009, es contratado por seis meses por el Girona de la Segunda División. El buen rendimiento en este equipo le valió una renovación de contrato por 3 años.
Tan solo llegó a jugar un año, ya que en el segundo el entrenador comentó que no contaba con él y en el tercero el 11 de julio de 2011, viendo que tampoco jugaría en este año, Gerard y el Girona FC llegaron aun acuerdo para la desviculación del club.

### Selección nacional
Como internacional español, totalizó más de 20 partidos entre varias categorías (Sub-16, Sub-18, Sub-20, Sub-21 y absoluta). Su debut absoluto con España, con la que disputó 6 partidos y anotó 2 goles, fue el 3 de junio de 2000 ante Suecia, en partido de preparación para la Eurocopa 2000, torneo para el que fue convocado por el seleccionador José Antonio Camacho y en el que hizo su debut en el cruce de cuartos de final ante Francia.

## Trayectoria como entrenador
Desde 2013 es el seleccionador autonómico de Cataluña, sucediendo a Johann Cruyff. A nivel de clubes, firmó en junio de 2015 como entrenador del Barcelona Atlètic, en el que permaneció tres campañas. En su segunda temporada logró ascender al filial azulgrana a Segunda División. Durante la tercera fue destituido con el equipo en puestos de descenso en abril de 2018.

## Estadísticas

### Como jugador
| Club                 | País   | Año       | Partidos | Goles |
| -------------------- | ------ | --------- | -------- | ----- |
| Barcelona B          | España | 1996-1997 | 32       | 10    |
| Valencia C. F.       | España | 1997-2000 | 63       | 8     |
| Deportivo Alavés     | España | 1998-1999 | 29       | 7     |
| F. C. Barcelona      | España | 2000-2005 | 135      | 9     |
| A. S. Monaco         | Mónaco | 2005-2007 | 13       | 1     |
| Recreativo de Huelva | España | 2007-2008 | 20       | 0     |
| Girona F. C.         | España | 2009-2011 | 32       | 4     |

### Como entrenador
| Club               | País   | Año       | P   | PG | PE | PP | % v.  |
| ------------------ | ------ | --------- | --- | -- | -- | -- | ----- |
| Selección catalana | España | 2013-     |     |    |    |    |       |
| Barcelona B        | España | 2015-2018 | 117 | 48 | 30 | 39 | 41.03 |

## Palmarés

### Campeonatos nacionales
| Título              | Club            | País   | Año     |
| ------------------- | --------------- | ------ | ------- |
| Supercopa de España | Valencia C. F.  | España | 1999    |
| Liga de España      | F. C. Barcelona | España | 2004/05 |